# لینکلن مارک ال‌تی
لینکولن مارک ال‌تی (Lincoln Mark LT) خودرویی است که از سال ۲۰۰۵–۲۰۰۸ (USA and Canada)۲۰۰۵–کنون (Mexico)در ایالات متحده آمریکا تولید شده‌است. طراحی آن موتور جلو، توزیع نیروی پیشران، خودرو چهار چرخ محرک بوده است.